# Oberägeri
Oberägeri är en ort och kommun i kantonen Zug, Schweiz. Kommunen har 6 543 invånare (2023).
I kommunen finns förutom huvudorten Oberägeri även byarna Alosen, Böschi och Morgarten.